# Евдора
Евдора (др.-греч. Εὐδώρη) — имя ряда персонажей древнегреческой мифологии:
- одна из океанид[1];
- одна из нереид[2][3];
- гиада[4][5].